# Diepo (przystanek kolejowy w obwodzie riazańskim)
Diepo (ros. Депо) – przystanek kolejowy w miejscowości Rybnoje, w rejonie rybnieńskim, w obwodzie riazańskim, w Rosji. Położony jest na linii Moskwa – Riazań, przy rybnojskiej lokomotywowni.
Leży w obrębie stacji Rybnoje. Perony przystanku położone są na skrajach torowiska, po obu stronach stacji i oddalone są od siebie o ok. 210 m. Nie ma pomiędzy nimi bezpośredniego połączenia pieszego.